# Serra de les Ajagudes
La Serra de les Ajagudes és una serra situada al municipi de les Llosses a la comarca del Ripollès, amb una elevació màxima de 1.277 metres.